# 스트리피
스트리피는 브루노 보제트필름이 제작한 TV 애니메이션 시리즈이다. 대한민국에서는 열려라 꿈동산의 한 코너로 방영되었다.

## 등장인물
- 스트리피